# Arsène Fabry de Longrée
Arsène Henri Joseph Fabry de Longrée (Thuin (Henegouwen), 5 januari 1777 - Seny (prov. Luik), 23 juli 1851) was een Belgisch politicus.  
Fabry was onder meer burgemeester van Seny en Tweede Kamerlid. Hij was een zogenaamde oppositioneel die voor de scheiding tussen Noord- en Zuid Nederland was. Hij trouwde in 1803 met jkvr. Marie-Agnès de Longrée (1781-1855), telg uit het geslacht De Longrée en dochter van Charles ridder de Longrée (1737-1818).
- Biografisch Portaal: 87865178
- Parlement.com: vg09lltfoayj